# 方丹 (约讷省)
方丹（法語：Fontaines，法語發音：[fɔ̃tɛn] ⓘ）是法国勃艮第-弗朗什-孔泰大区约讷省的一个市镇，属于欧塞尔区。

## 地名
“方丹”（Fontaines）意为“泉”。法语地名通名在“枫丹白露”（Fontainebleau）等少数拥有传统译名的地名中译作“枫丹”，不过在《世界地名翻译大辞典》、《世界地名译名词典》和《法国地图册》等主流地名译名类书籍资料中多译作“方丹”。

## 地理
方丹（47°41'32"N, 3°15'34"E）面积25.18 平方千米，位于法国勃艮第-弗朗什-孔泰大區约讷省，该省份为法国中北部内陆省份，西接卢瓦雷省，西北接塞纳-马恩省，南至涅夫勒省，东临科多尔省，东北与奥布省接壤。
与方丹接壤的市镇（或旧市镇、城区）包括：图西、皮赛地区圣、德拉西、丰特努瓦、拉朗德、梅济耶、瓦讷河畔穆兰、皮赛地区圣索沃尔。
方丹的时区为UTC+01:00、UTC+02:00（夏令时）。

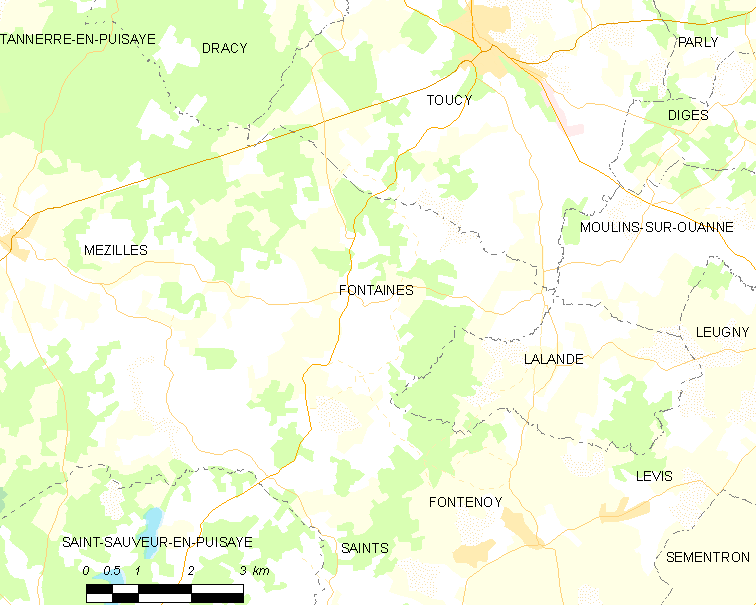
方丹的OSM定位图

## 行政
方丹的邮政编码为89130，INSEE市镇编码为89173。

## 政治
方丹所属的省级选区为皮赛中心县。

## 人口

1962-2008年间方丹人口变化图示

方丹于2022年1月1日时的人口数量为462人。